# Paradoxopsyllus grenieri
Paradoxopsyllus grenieri är en loppart som beskrevs av Klein 1963. Paradoxopsyllus grenieri ingår i släktet Paradoxopsyllus och familjen smågnagarloppor. Inga underarter finns listade i Catalogue of Life.